# Muzej hrvatske kulture u Devinskom Novom Selu
Muzej hrvatske kulture je muzej koji se nalazi u Devinskom Novom Selu, selu s velikom hrvatskom zajednicom. Ovaj je muzej dijelom Slovačkog narodnog muzeja.

## Povijest
Svečano je otvoren 1. svibnja 2006. u organizaciji Hrvatskog kulturnog saveza u Slovačkoj, Mjesnog ureda Bratislava-Devinsko Novo Selo, Slovačkog narodnog muzeja – Povijesnog muzeja, Muzeja hrvatske kulture u Slovačkoj, te Veleposlanstva RH u Bratislavi. Otvaranje je popratila Slovačka televizija STV i lokalna televizijska postaja DNV. Za posjetitelje je otvoren od 15. svibnja 2006., a radi od 10 do 16 sati.

## Ustroj
Muzejsku postavu čine: zemljovidi, kršćanska književnost, graditeljstvo i kuće, svečana odjeća odraslih, plemićki i općinski grbovi, vezeni obredni tekstil, portreti plemića i drugih ličnosti. Mnogi potječu iz zbirka Povijesnog muzeja Slovačkog narodnog muzeja. Dokumentirana je povijest i kultura Hrvata u Slovačkoj od doseljenja Hrvata u Slovačku krajem 15. stoljeća pa sve do danas. Pored izložaka, muzej ima LCD zaslon na kojem se posjetiteljima projicira tematske filmove.
Direktorica Muzeja hrvatske kulture je gđa. Julia Domaracka. 

## Vanjske poveznice
Mrežna mjesta
- Múzeum kultúry Chorvátov na Slovensku  Arhivirana inačica izvorne stranice od 26. listopada 2021. (Wayback Machine), službeno mrežno mjesto (sl.) (engl.)